# Sankt Pius X:s prästbrödraskap

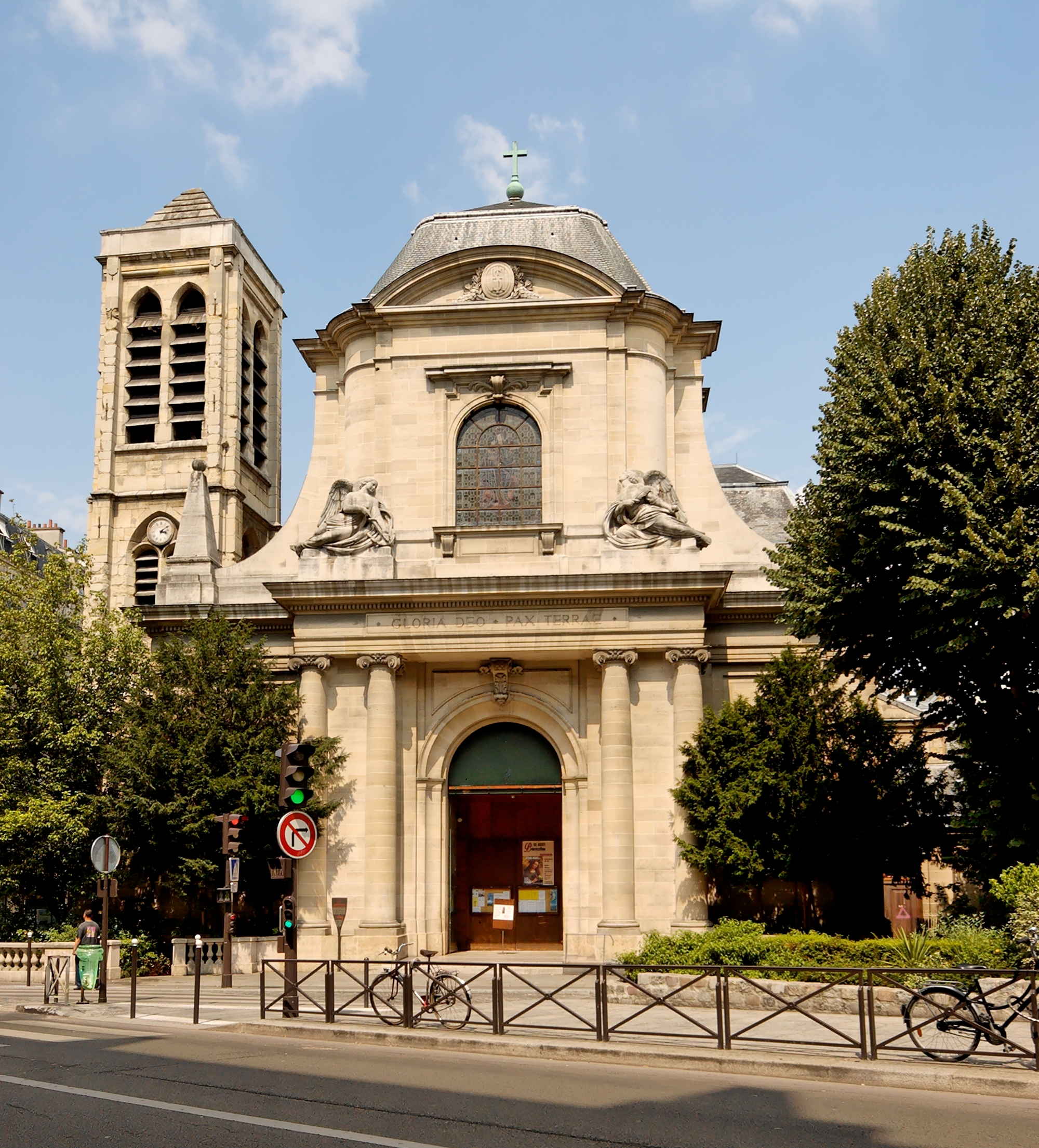
Saint-Nicolas-du-Chardonnet

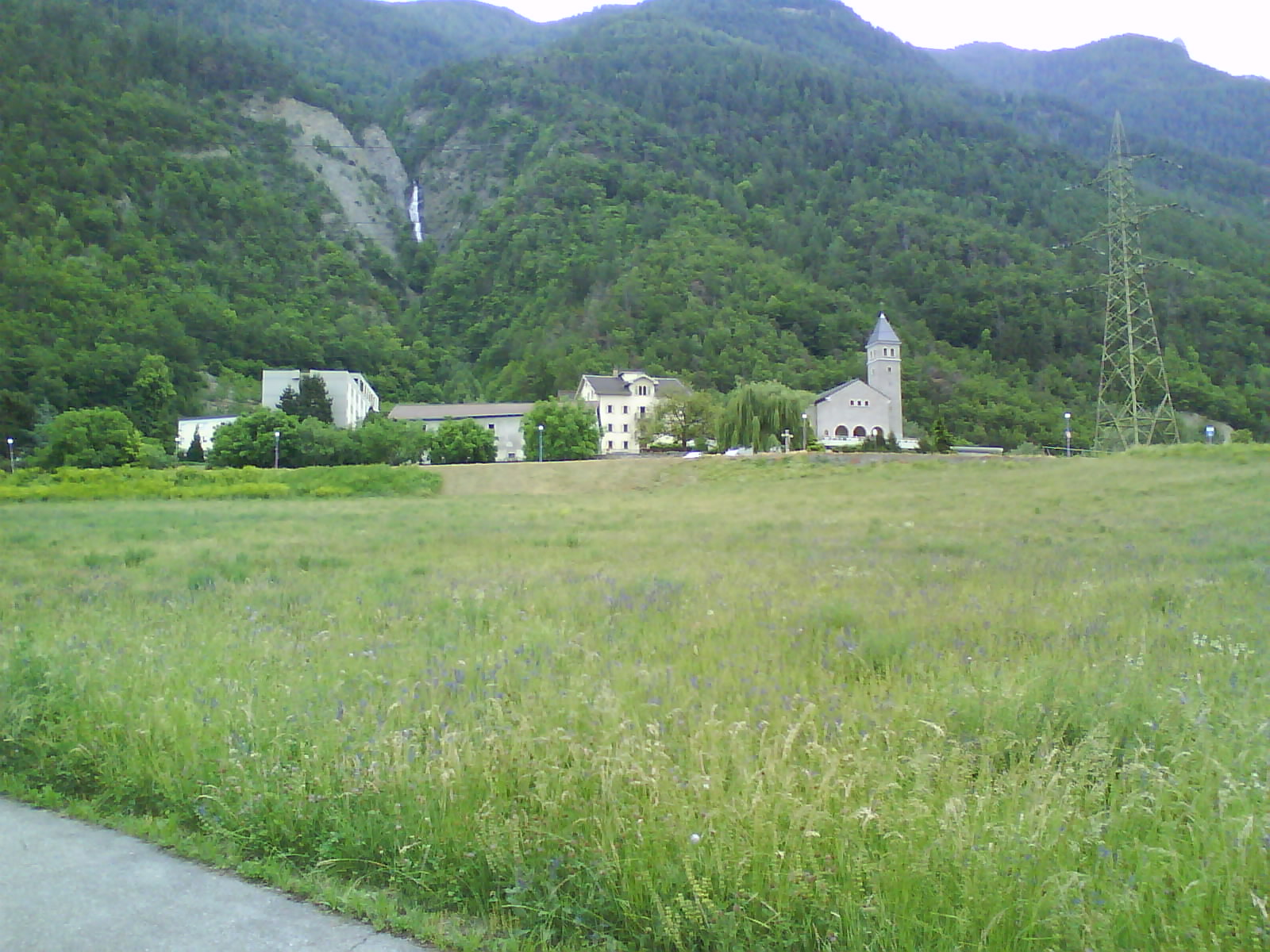
Prästbrödraskapets seminarium i Ecône

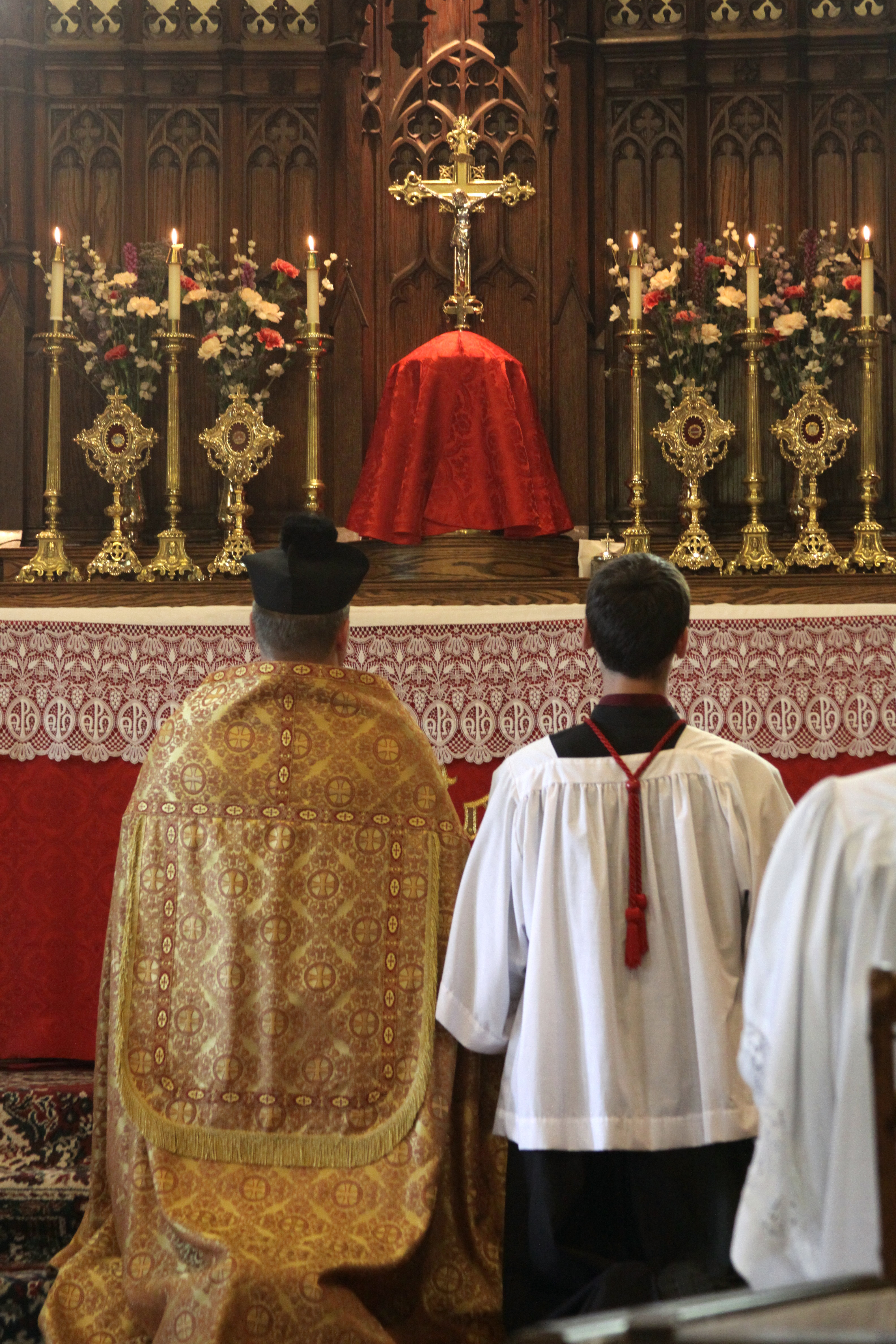
SSPX-tillhörig präst och ministrant.

Sankt Pius X:s prästbrödraskap, ibland Piusbröderna eller Piusbrödraskapet, på latin Fraternitas Sacerdotalis Sancti Pii X, är en katolsk kyrklig rörelse grundad 1969 i Schweiz av den franske ärkebiskopen Marcel Lefebvre. Brödraskapet är uppkallat efter den helgonförklarade påven Pius X. Namnet förkortas FSSPX efter det latinska namnet, eller SSPX efter Society of Saint Pius X, som är organisationens namn på engelska.

## Ståndpunkt
Prästbrödraskapet anser sig företräda den traditionella katolicismen. Deras ledare suspenderades och exkommunicerades senare ur romersk-katolska kyrkan av påve Johannes Paulus II 1988 efter att Lefebvre vigt fyra biskopar utan kurian i Vatikanens godkännande. Därmed förklarades SSPX som schismatiskt och alla formella band bröts mellan prästbrödraskapet och katolska kyrkan. Som en gest för att främja en framtida försoning hävde påve Benedictus XVI bannlysningarna mot de fyra biskoparna den 21 januari 2009 under Böneveckan för kristen enhet. Detta förändrar dock inte prästbrödraskapets status som formellt skilt från Katolska kyrkan.
Brödraskapet är motståndare till delar av Andra Vatikankonciliet och vägrade 1970 övergå till Paulus VI:s liturgi. SSPX blev därför länge samlingspunkt för traditionalistiska katoliker. SSPX är motståndare till katolsk interreligiös dialog och avvisar därmed bland annat världsböndagen för fred i Assisi 1986, som sammankallades av Johannes Paulus II, och dokumentet Gemensam deklaration om rättfärdiggörelsen, undertecknat den 31 oktober 1999.

## Saint-Nicolas-du-Chardonnet
Den 27 februari 1977 tog SSPX över kyrkobyggnaden Saint-Nicolas-du-Chardonnet i Paris, en kyrka som sedan 1905 tillhör den franska staten. Övertagandet definierades av den katolska kyrkan som en olaglig ockupation, men franska staten har valt att inte ingripa.

## Ecône-vigningarna
Den 30 juni 1988 biskopsvigde ärkebiskop Lefebvre och biskop Antônio de Castro Mayer i Ecône fyra av prästbrödraskapets präster, Bernard Fellay, Bernard Tissier de Mallerais, Richard Williamson och Alfonso de Galarreta; detta skedde mot Johannes Paulus II:s uttryckliga vilja. De omnämnda sex biskoparna ådrog sig då exkommunikation, latae sententiae. Den 21 januari 2009 lyfte påve Benedikt XVI denna exkommunikation.

### Bakgrund
Den 82-årige Lefebvre hade under en tid uttryckligen begärt att en efterträdare till honom skulle biskopsvigas. Den 5 maj 1988 undertecknades mellan Heliga stolen och SSPX en överenskommelse om bland annat en biskopsvigning. Lefebvre lovade lojalitet och trohet gentemot Vatikanen, men nästa dag deklarerade han att han den 30 juni skulle viga en biskop att efterträda honom. Lefebvre kallades till Rom, och vid ett möte den 24 maj gavs löftet att en efterträdare skulle utses och vigas den 15 augusti. Villkoret var att Lefebvre skulle försona sig med Rom enligt överenskommelsen per den 5 maj. Lefebvre begärde då löfte om att tre biskopar skulle vigas den 30 juni, och att majoriteten av den kommission som skulle föreslå biskopskandidater skulle utgöras av medlemmar av SSPX. Enligt Johannes Paulus II:s vilja svarade dåvarande kardinalen Joseph Ratzinger den 30 maj Lefebvre och anmodade denne att hålla sig till överenskommelsen den 5 maj och att i full lydnad acceptera påvens beslut.

## Relation till katolska kyrkan
Relationen mellan katolska kyrkan och SSPX har varit ansträngd sedan 1976, när Lefebvre förklarade påve Paulus VI och biskoparna vara kättare. I och med detta uteslöts medlemmar och anhängare till SSPX från prästseminarier, och Lefebvre frånkändes rätten att förmedla sakrament och i övrigt utföra prästämbetet. Lefebvre hörsammade inte detta förbud.
Genom Johannes Paulus II:s dekret Ecclesia Dei är SSPX sedan 1988 i schism med Katolska kyrkan. Dekretet fastslår att det är en viktig plikt att avstå från att stödja Lefebvres rörelse, och att det är en allvarlig synd att formellt ansluta sig till schismatikerna vilket om det överträds leder till exkommunicering (Ecclesia Dei 5.c). De präster som formellt uppfyller den kanoniska rättens kriterium på att vara prästvigda, är förbjudna att delta i SSPX:s gudstjänster och om de gör så suspenderas de a divinis. Katolska kyrkan i Sverige definierar SSPX:s verksamhet som kanoniskt brottslig. I samband med schismens utbrott tillät påven biskopar att använda den tridentinska riten vid mässor, för att undvika att troende övergick till SSPX. Genom ett beslut av påven Franciskus så har alla präster i SSPX tillåtelse att höra bikt och även att vara vittnen vid äktenskap. Således har suspensionen hävts i praktiken. Ett synligt tecken på försoning är att den förre biskopen av Chur, Vitus Huonder, erhöll påvligt tillstånd att pensionera sig inom SSPX.
Schismen berörde emellertid inte bara riten, utan SSPX vänder sig också emot beslut från Andra Vatikankonciliet, i främsta rummet bestämmelserna om att kyrkan skall föra en interreligiös dialog, med andra trossamfund, samt ekumenik, med andra kristna samfund. Katolska kyrkan har öppet och tydligt tagit avstånd från de antisemitiska uttalanden som gjorts av delar av ledningen för SSPX, däribland biskop Richard Williamsons förnekande av förintelsen. Katolska kyrkan i Sverige uppger att det är oenigheterna om den interreligiösa dialogen som varit avgörande för stridigheterna.
Den 21 januari 2009 hävdes exkommunikationen, men den 17 juni samma år meddelade Vatikanen att rörelsen fortfarande betraktas som illegitim. Under 2009 upptogs dialogen med SSPX, men enligt den romersk-katolske ledaren för SSPX samtalsdelegation, biskop Alfonso de Galarreta, återstår i bästa fall många år innan samtalen kommer att leda till resultat. Den kommission som hanterat relationen med SSPX överfördes till Troskongregationen, då ärendet bedömdes handla om kyrkans lära snarare än disciplin.

## Verksamhet i Sverige
SSPX:s verksamhet i Sverige har sin bakgrund i församlingen Spes Nostra, som grundades i slutet av 1990-talet. Jonas De Geer nämns som mannen som tog SSPX till Sverige.
Katolska kyrkan i Sverige medger inte att SSPX håller sammankomster i kyrkans lokaler. Istället har rörelsen lånat femton av Svenska kyrkans lokaler, där medlemmar ur SSPX kunnat fira mässa. ”Genom vänskapliga kontakter har det varit möjligt för SSPX att använda några av Svenska kyrkans äldsta och mest anrika kyrkor”, uppgav Sten Sandmark, tidigare kyrkoherde i Oskarshamns församling och som själv lämnat Svenska kyrkan. Sandmark diakonvigdes för SSPX av biskop Williamson i Zaitzkofen i Tyskland på alla helgons dag 2008. Den 27 juni 2009 prästvigdes den förste svenske prästen, Håkan Lindström, vid en ceremoni i Zaitzkofen. Den 26 juni 2010 prästvigdes den andre svenske prästen, Sten Sandmark. SSPX firar mässor regelbundet i Stockholm, Göteborg, Malmö, Kalmar och Oskarshamn. 

## Övrigt
I reportaget "Det svenska korståget" i SVT:s Uppdrag granskning 2009 uttalade sig en av rörelsens biskopar, Richard Williamson, om förintelsen och menade att koncentrationslägren inte hade några gaskamrar samt ifrågasatte det totala antalet offer. Richard Williamson uteslöts ur SSPX den 24 oktober 2012.